# Liste des épisodes de Beyblade X
Cet article contient la liste des épisodes de Beyblade X, une série animée créée par le studio OLM et basée sur le manga du même nom de Homura Kawamoto, Hikaru Muno et Posuka Demizu.

## Épisodes

### Saison 1 (2023-2024)
| No | #  | Titre français            | Titre japonaise      | Diffusion japonaise | Diffusion français |
| -- | -- | ------------------------- | -------------------- | ------------------- | ------------------ |
| 1  | 1  | X                         | X                    | 6 octobre 2023      | 17 août 2024       |
| 2  | 2  | Une embuscade multicolore | 七色の刺客           | 13 octobre 2023     | 17 août 2024       |
| 3  | 3  | L'équipe Persona          | チームペルソナ       | 20 octobre 2023     | 24 août 2024       |
| 4  | 4  | Sponsor Bey               | ベイスポンサー       | 27 octobre 2023     | 24 août 2024       |
| 5  | 5  | À la X                    | いざXタワー          |                     | 31 août 2024       |
| 6  | 6  | Junge du Lion             | ライオンズジャングル |                     | 31 août 2024       |
| 7  | 7  | L'équipe Zooganic         | チームズーガニック   |                     |                    |
| 8  | 8  | Le masque et le roi       | 仮面と獅子王         |                     |                    |
| 9  | 9  | Beycrafter                | ベイクラフター       |                     |                    |
| 10 | 10 | Le Royaume Pro            | プロの世界           |                     |                    |